# Poshnjë
Poshnjë là một xã trong quận Berat thuộc hạt Berat, Albania. Dân số năm 2005 là 8664 người.